# Делмонт (Пенсільванія)
Делмонт (англ. Delmont) — місто (англ. borough) в США, в окрузі Вестморленд штату Пенсільванія. Населення — 2596 осіб (2020).

## Географія
Делмонт розташований за координатами 40°24′52″ пн. ш. 79°34′22″ зх. д. / 40.41444° пн. ш. 79.57278° зх. д. (40.414408, -79.572889).  За даними Бюро перепису населення США в 2010 році місто мало площу 2,74 км², уся площа — суходіл.

## Демографія
Згідно з переписом 2010 року, у селищі мешкало 2686 осіб у 1188 домогосподарствах у складі 749 родин. Густота населення становила 982 особи/км².  Було 1252 помешкання (458/км²).
Расовий склад населення:
| - 95,8 % — білих - 1,5 % — азіатів - 0,9 % — чорних або афроамериканців - 0,2 % — корінних американців |

До двох чи більше рас належало 1,3 %. Частка іспаномовних становила 1,7 % від усіх жителів.
За віковим діапазоном населення розподілялося таким чином: 21,7 % — особи молодші 18 років, 63,1 % — особи у віці 18—64 років, 15,2 % — особи у віці 65 років та старші. Медіана віку мешканця становила 42,6 року. На 100 осіб жіночої статі у селищі припадало 95,2 чоловіків;  на 100 жінок у віці від 18 років та старших — 93,0 чоловіків також старших 18 років.
Середній дохід на одне домашнє господарство  становив 77 371 долар США (медіана — 66 293), а середній дохід на одну сім'ю — 91 099 доларів (медіана — 76 207). Медіана доходів становила 56 806 доларів для чоловіків та 39 087 доларів для жінок. За межею бідності перебувало 9,2 % осіб, у тому числі 7,5 % дітей у віці до 18 років та 11,5 % осіб у віці 65 років та старших.
Цивільне працевлаштоване населення становило 1351 особа. Основні галузі зайнятості: освіта, охорона здоров'я та соціальна допомога — 20,4 %, виробництво — 16,8 %, роздрібна торгівля — 12,1 %, науковці, спеціалісти, менеджери — 8,7 %.